# 국회라이브 1
《국회라이브 1》은 2023년 2월 13일부터 매주 월~금 낮 1시에 방송하는 국회방송의 보도 프로그램이다.

## 앵커
- 송경철 아나운서 (남)
- 이예재 아나운서 (여)